# Adolf Philipp

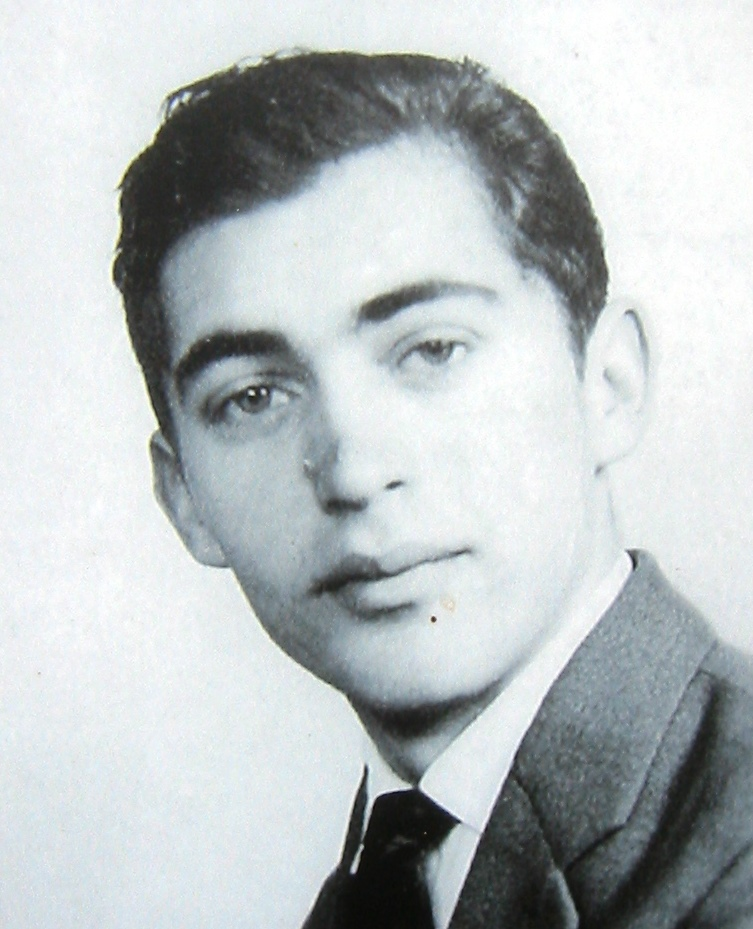
Adolf Philipp

Adolf Philipp (ur. 13 sierpnia 1943 w Ziemetshausen, zm. 5 maja 1964 w Berlinie) – mieszkaniec Berlina Zachodniego zastrzelony przez żołnierza wojsk granicznych NRD i zaliczany tym samym do ofiar śmiertelnych Muru Berlińskiego.

## Życiorys
Adolf Philipp urodził się i dorastał wraz z trojgiem rodzeństwa w bawarskim Ziemetshausen. Po ukończeniu szkoły rozpoczął w należącym do ojca zakładzie naukę zawodu technika radiowo – telewizyjnego. W celu uniknięcia służby wojskowej przeprowadził się w sierpniu 1963 r. do zachodnioberlińskiej dzielnicy Schöneberg wynajmując umeblowany pokój przy ulicy Kurfürstendamm. W początkowej fazie pobytu w Berlinie odwiedzał rozmaite imprezy kulturalne, targi i temu podobne. Dodatkowo zainteresowanie jego wzbudzały umocnienia graniczne przy dzielącym miasto murze. Wielokrotnie przemierzał rowerem odległość wzdłuż pasa granicznego, udając się często do znajdującej się za tym tzw. ziemi niczyjej. Jednocześnie nawiązał kontakty z aktywistami pomagającymi w ucieczkach. W rozmowach z rodziną i z przyjaciółmi wielokrotnie wypowiadał się ze złością na temat obostrzeń granicznych. Ze znalezionych przez policję w jego mieszkaniu zapisków udało się ustalić, iż w związku z niniejszymi okolicznościami planował bliżej nieokreśloną akcję.

### Okoliczności śmierci
Wieczorem 4 maja 1964 r. uzbrojony w pistolet gazowy udał się rowerem do umocnień granicznych w dzielnicy Spandau. Ślady jego stóp odkryło dwóch wartowników, którzy udali się do ziemianki w celu złożenia meldunku. W momencie tym doszło do ich spotkania z Philippem, który zagroził im posiadanym przy sobie pistoletem, wskutek czego jeden z żołnierzy niezwłocznie otworzył ogień. Trafiony przez wartownika Adolf Philipp zmarł.
Państwowa agencja informacyjna NRD ADN podała następnego dnia do wiadomości o dokonanym przez mieszkańca Berlina Zachodniego napadzie na żołnierza wojsk granicznych w rejonie Staaken, wskutek którego napastnik został zastrzelony. Informacji owej nie udało się po stronie zachodniej natychmiastowo zweryfikować ze względu na brak danych o strzałach oraz stwierdzenia jakichkolwiek uszkodzeń w pasie umocnień granicznych. Zwłoki Adolfa Philippa wydane zostały Berlinowi Zachodniemu 6 maja, przy czym udało ustalić się również przyczynę śmierci. Pogrzeb ofiary odbył się przy dużej uwadze mediów 11 maja 1964 r. w miejscu urodzenia tejże. Ku pamięci zastrzelonego Philippa 13 sierpnia 1964 r. – z okazji trzeciej rocznicy wybudowania muru – został wzniesiony na wniosek urzędu dzielnicowego w Spandau drewniany krzyż pamięci, który stanął na miejscu znalezienia roweru ofiary niedaleko umocnień przy ulicy Oberjägerweg.
Po zjednoczeniu Niemiec na wniosek prokuratury państwowej w Berlinie wszczęte zostało postępowanie przeciwko uczestniczącym w wydarzeniach żołnierzom. Jako że postępowanie wykazało, iż nie wiedzieli oni że posiadana przez Philippa broń nie była bronią ostrą, stwierdzono iż przyjęta przez nich postawa wyraźnie spełniała kryteria obrony koniecznej.